# بادغان حاج احمد متوسليان (حومة انديمشك)
بادغان حاج احمد متوسلیان (بالإنجليزية: Padegan-e Hajj Ahmad Matuselyan)‏ هي منطقة سكنية تقع في إيران في منطقة مركزية ريفية. يقدر عدد سكانها بـ 411 نسمة .